# Управление экономики и статистики (США)
Управление экономики и статистики (англ. the Economics and Statistics Administration, ESA) — структурное подразделение Департамента торговли США, занимающееся сбором и анализом информации об экономических и социальных изменениях в США.
Управление экономики и статистики было создано Президентом США Джоном Ф. Кеннеди в 1961 году для координации американской экономической политики. Первоначальное название — Офис экономических дел (the Office of Economic Affairs).
Управление имеет три главных цели:
- поддержание высококачественной федеральной статистической системы и её улучшение
- обнародование важнейших факторов, влияющих на работу экономики, и открывающихся возможностей для всех американцев
- обеспечение информационных и аналитических потребностей Департамента торговли и исполнительной ветви Федерального правительства США

Управление возглавляет помощник секретаря Департамента торговли США по экономических делам. Сейчас (на август 2005 года) им является Кэтлин Купер (Kathleen Cooper).
В состав Управления входят:
- Бюро переписи населения
- Бюро экономического анализа

На официальном сайте Управления регулярно публикуются важные макроэкономические показатели США (ВНП, текущий бухгалтерский баланс, обороты торговли, корпоративные прибыли и др.).

## Авторское право
В связи с тем, что Управление экономики и статистики входит в состав Федерального правительства США, согласно действующим на 2005 год законам США все работы Управления находятся в общественном достоянии и, следовательно, могут быть использованы в Википедии.